# João Paradela de Oliveira
João Paradela de Oliveira (Lisboa, ? - Beja, 11 de Setembro de 2023), foi um psiquiatra português.

## Biografia
Nasceu em Lisboa, e na década de 1990 fixou-se em Beja.
Teve uma carreira destacada como psiquiatra no Alentejo, tendo trabalhado durante vários anos no tratamento do stress pós-traumático dos combatentes da guerra colonial portuguesa. Colaborou igualmente com a Rádio Voz da Planície. Também foi um opositor da ditadura militar.
Em 2014 foi homenageado com a Medalha de Mérito Municipal de Beja.
Morreu em 11 de Setembro de 2023, aos 85 anos de idade, na cidade de Beja. Na sequência da sua morte, a directora do Serviço de Psiquiatria da Unidade Local de Saúde do Baixo Alentejo, Ana Matos Pires, emitiu uma nota de pesar, onde o classificou como «um antifascista como poucos, um psiquiatra que sempre esteve lá para as gentes do Baixo Alentejo, mesmo depois de se reformar», acrescentando que «o Departamento de Saúde Mental e a ULSBA devem-lhe tanto».